# Anêmona-gigante
Anêmona-gigante (nome científico: Condylactis gigantea) é uma espécie de anêmona da família dos actiniídeos (Actiniidae) que é encontrada em recifes rasos e outras áreas costeiras rasas no mar do Caribe e no Oceano Atlântico ocidental, incluindo o sul da Flórida através das Florida Keys. Esta espécie pode ser vista crescendo em lagoas ou recifes internos como indivíduos ou grupos soltos, mas nunca como colônias.

## Habitat
A anêmona-gigante é comumente encontrada no Caribe - mais especificamente nas Índias Ocidentais - e no Atlântico Ocidental, variando do sul da Flórida até Florida Keys. Podem ser vista crescendo em lagoas ou em recifes internos como indivíduos ou grupos soltos, mas nunca como colônias. É geralmente encontrada presa a objetos duros em águas rasas que experimentam água do mar com força total na maioria das vezes. É comum em torno de recifes em áreas de "forereef" e lagoas, bem como em leitos de grama de tartaruga (Thalassia testudinum). A anêmona-gigante desempenha um papel importante em suas comunidades subtidais, fornecendo abrigo para uma variedade de comensais (várias espécies de peixes e camarões limpadores), e servem como "estações base" para a limpeza de peixes.

## Reprodução

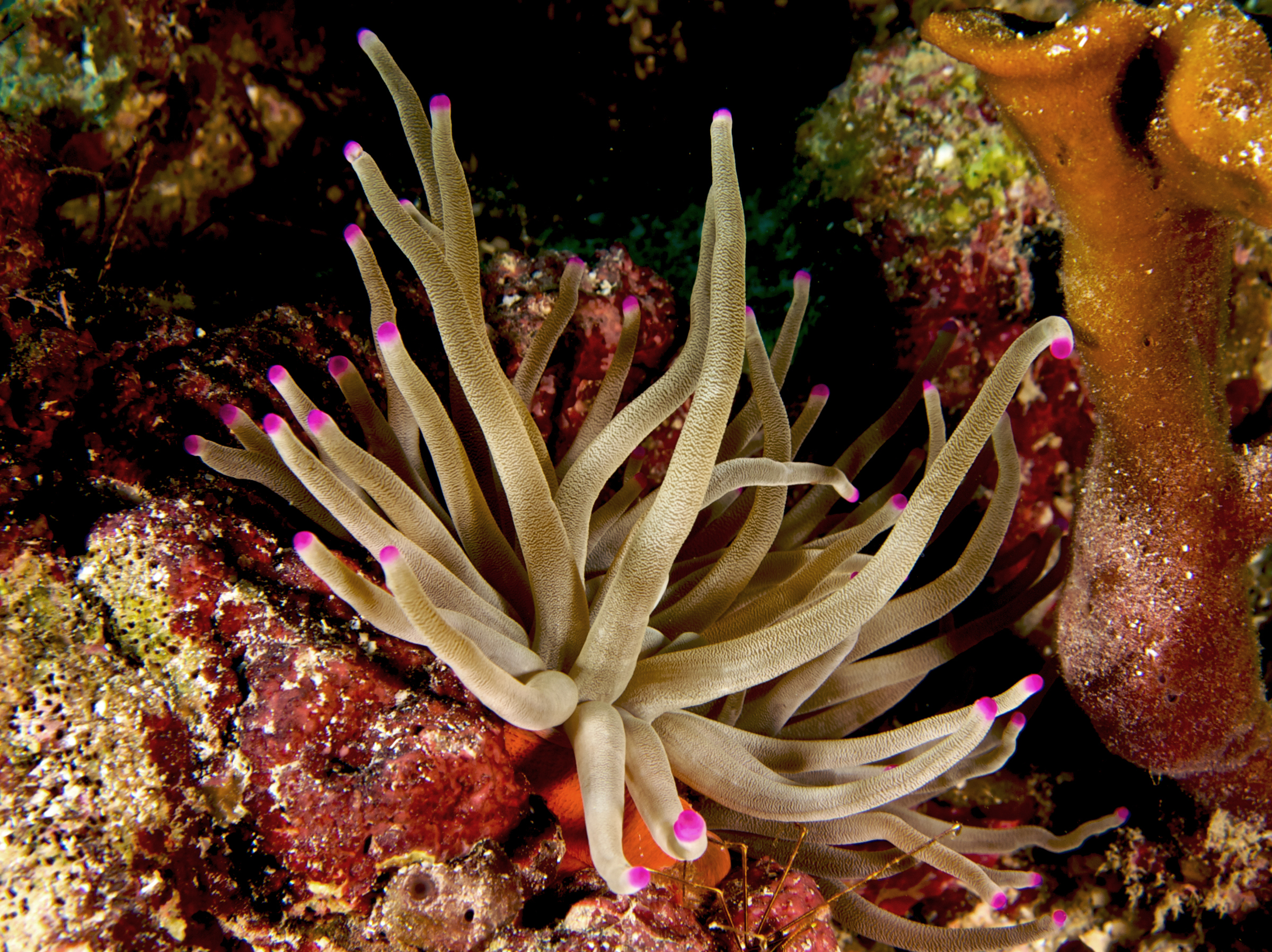
Variação de ponta bege e rosa

A anêmona-gigante é um organismo dioico, raramente hermafrodita, que não realiza reprodução assexuada. Sua estação de acasalamento primária é a primavera, mas tem tendência a continuar a reprodução em um nível baixo ao longo do ano. Seu sistema de reprodução foi definido como ovíparo → planctônico → lecitotrófico, o que significa que tem a vantagem de uma dispersão potencialmente ampla de zigotos, apesar do custo da alta mortalidade na prole. Este é o padrão de desenvolvimento mais primitivo e difundido entre as anêmonas do mar. O diâmetro do ovo pode variar de 110 a mil micrômetros, um tamanho relativamente grande para membros de sua ordem taxonômica. Mas, sendo uma espécie grande e solitária, deve encontrar um meio de competir pelo espaço com corais maciços. Essa competição interespecífica pode ter selecionado a dispersão planctônica. Quando em competição com outras anêmonas, sugere-se que o tamanho grande do ovo tenha sido selecionado para manter a sobrevivência. O esperma liberado por uma anêmona-gigante fecunda outro indivíduo. A larva da plânula se desenvolve nas câmaras mesentéricas, obtendo seus nutrientes da gema. À medida que a plânula cresce, os zigotos permanecem como bolas ciliadas sem tentáculos. São eventualmente soltos para nadarem livremente. Somente após um maior desenvolvimento a plânula se estabelece, prende e forma tentáculos.

## Aparência física
Uma anêmona-gigante mede aproximadamente 15 centímetros de altura e 30 centímetros de largura, com o diâmetro do disco de aproximadamente 40 centímetros na natureza. Se capturado, seu disco se limita a 10 centímetros. É um animal grande e colunar e pode exibir uma variedade de cores: branco, azul claro, rosa, laranja, vermelho pálido ou marrom claro. Sua boca é cercada por 100 ou mais tentáculos. Esses tentáculos diferem em cada indivíduo da espécie e suas pontas podem ser roxas ou rosadas ou ainda podem não ter nenhuma alteração de cor, tornando-se mais pálidas que o próprio corpo. Os tentáculos inteiros são tons de marrom ou esverdeado e o disco basal está firmemente preso ao substrato com a única porção "flutuante livre" sendo os tentáculos.

## Comportamento

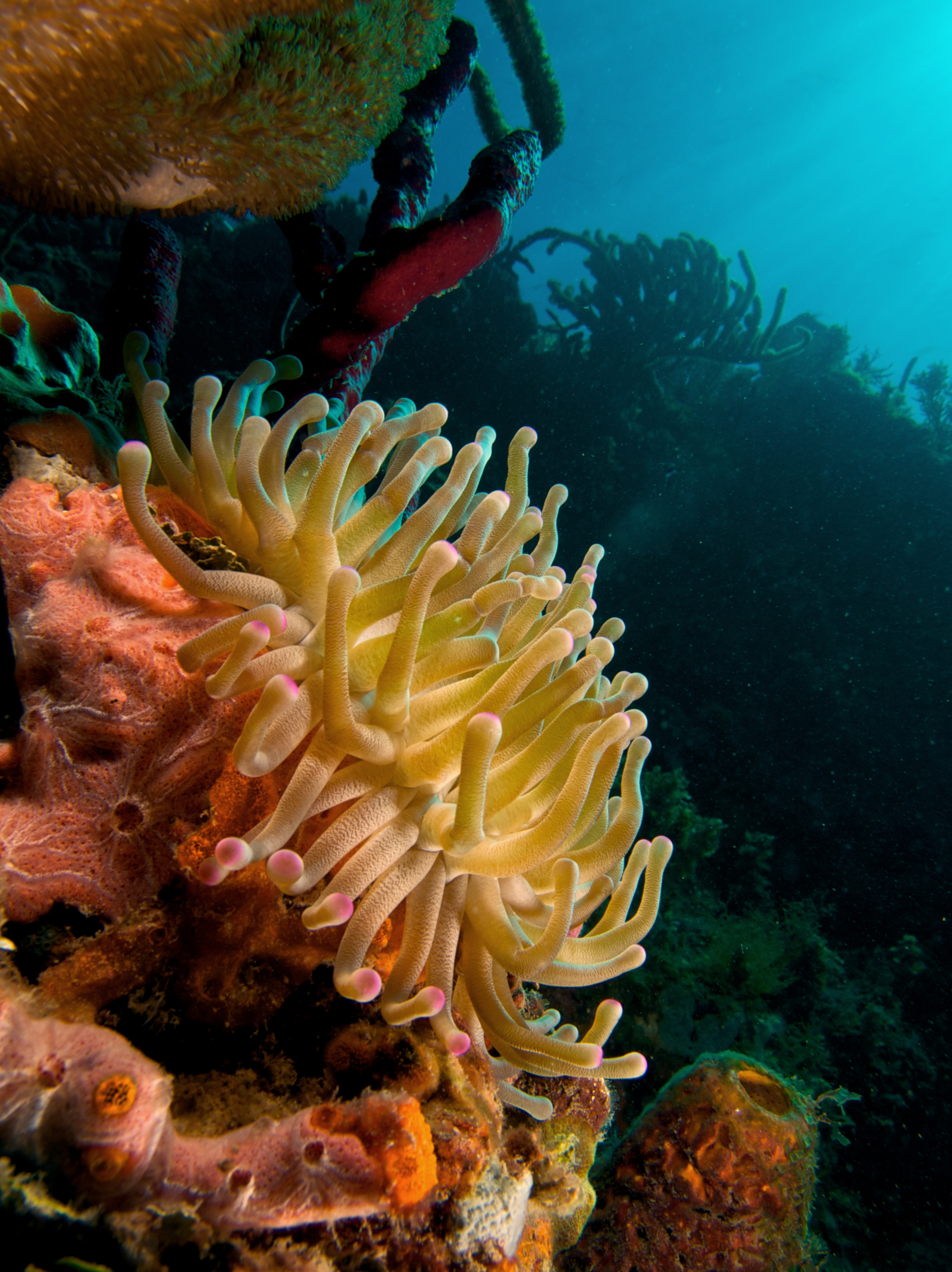
Variação de ponta amarela e rosa

Embora a anêmona-gigante seja um animal séssil e tenha desenvolvido alguns mecanismos de defesa e proteção, é uma espécie bastante móvel em comparação com outras anêmonas, e a forma de locomoção que usa é rastejar por meio de seu disco pedal. Esse movimento de rastejo é muito lento e não é usado na defesa ou na proteção direta de predadores. As anêmonas-gigantes, em vez disso, reduzem seu tamanho e puxam seus tentáculos para dentro da cavidade gástrica; seu tamanho é então reduzido, e é feito espaço na cavidade gástrica forçando a maior parte da água para fora. Se seus tentáculos não forem puxados para dentro da cavidade gástrica, seu volume ainda é muito reduzido. Essa abordagem de defesa / proteção permite que a área de superfície desses animais seja reduzida o suficiente para criar menos chances de um predador atacá-los.
As anêmonas-gigantes têm outra defesa mais eficaz em seus nematocistos, que são suas células urticantes, partes tubulares das células semelhantes a cápsulas dos cnidários. As pontas dos tentáculos das anêmonas mar-gigantes estão repletas de nematocistos que contêm a toxina CgNa. Quando estimulados, os nematocistos explodem para fora da cápsula, empalando o atacante. A toxina é então descarregada, atrapalhando, ferindo ou destruindo os tecidos do sistema nervoso. A anêmona-gigante, quando colocada perto de outras anêmonas, tende a apresentar comportamento agressivo. Usando seus cnidocistos como "armas", os dispersa sobre as invasoras para conservar seu espaço no fundo do oceano. Os dois indivíduos lutam, um avançando enquanto o outro recua, mas ambos podem sofrer danos nos tecidos. Para evitar tais confrontos, alguma separação espacial é deixada entre os indivíduos, deixando "linhas" distintas no fundo do oceano de um grupo para o outro.

## Dieta

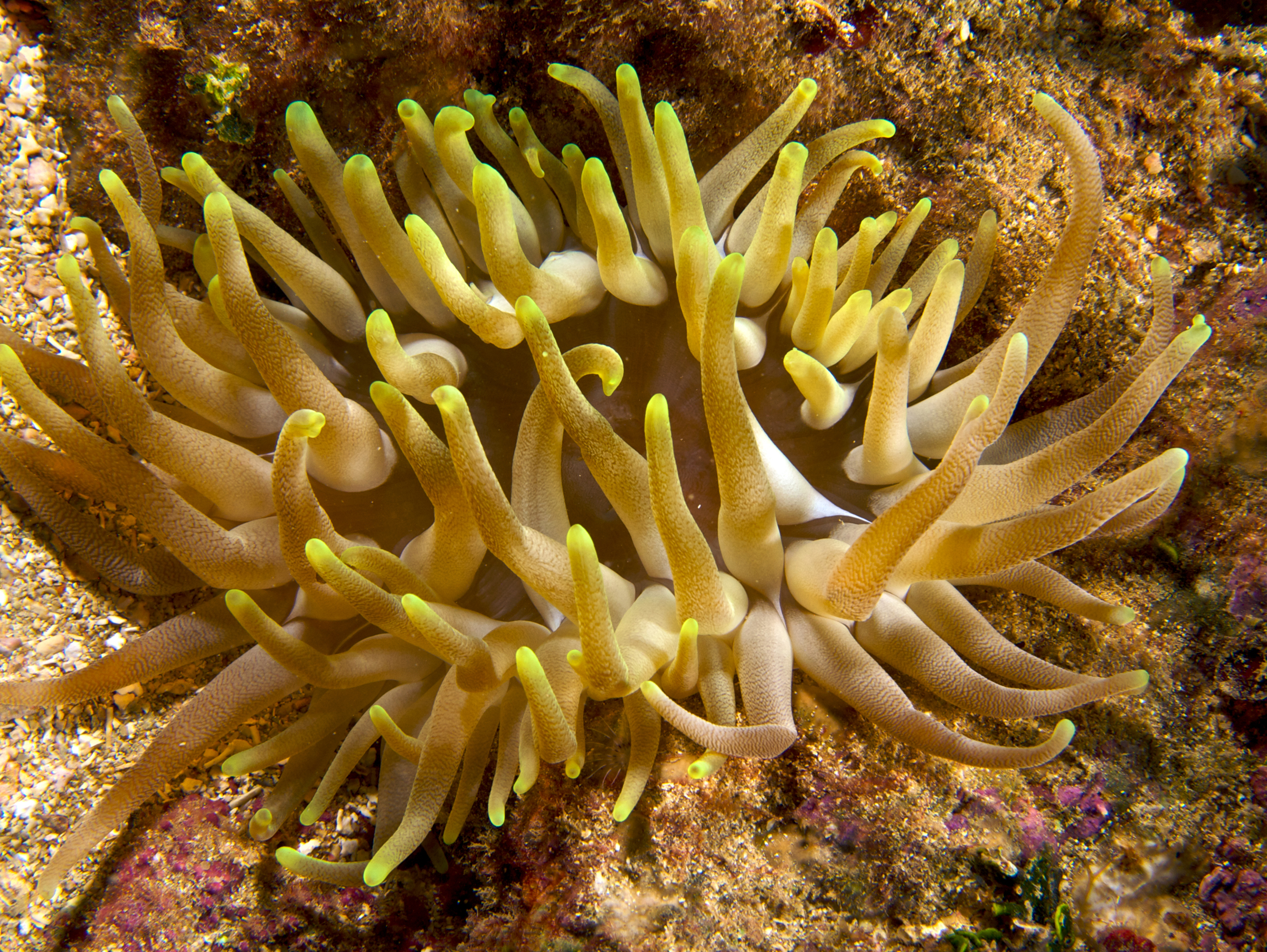
Variante amarela

A anêmona-gigante é uma espécie oportunista e macrófaga que se alimenta de peixes, mexilhões, camarões ou outros organismos semelhantes. As presas são paralisadas pelos nematocistos portadores de toxinas localizados nos tentáculos. A presa é então transportada à boca, que é aberta por músculos radiais no mesentério. A presa é engolida inteira e digerida extra e intracelularmente. Mais de 50% dos nutrientes da presa são retidos na forma de 15 aminoácidos individuais. Quando sente fome e não há alimentos disponíveis, depende fortemente de seu catabolismo lipídico e da absorção de nitrato (ou compostos com altos níveis de nitrato).

## Relação com humanos
Estudos de proteínas extraídas sugerem que os neurônios dessa anêmona contêm proteínas semelhantes a neurofilamentos que são molecularmente semelhantes às dos neurônios dos mamíferos. Estudos sobre os cnidários atuais podem esclarecer a evolução do sistema nervoso.

## Conservação
No Brasil, foi avaliada como vulnerável na Lista de Espécies da Fauna Ameaçadas do Espírito Santo; em 2014, como em perigo na Portaria MMA N.º 444 de 17 de dezembro de 2014; e em 2018, como em perigo no Livro Vermelho da Fauna Brasileira Ameaçada de Extinção do Instituto Chico Mendes de Conservação da Biodiversidade (ICMBio); e como em perigo na Lista das Espécies da Fauna Ameaçadas de Extinção no Estado do Rio de Janeiro.